# Gynoplistia (Gynoplistia) arthuriana
Gynoplistia (Gynoplistia) arthuriana is een tweevleugelige uit de familie steltmuggen (Limoniidae). De soort komt voor in het Australaziatisch gebied.